# Флаг Старонижестеблиевского сельского поселения
Флаг муниципального образования Старонижестеблиевское сельское поселение Красноармейского района Краснодарского края Российской Федерации — опознавательно-правовой знак, служащий официальным символом муниципального образования.
Флаг утверждён 28 августа 2012 года и внесён в Государственный геральдический регистр Российской Федерации с присвоением регистрационного номера 7869.

## Описание
«Прямоугольное полотнище с отношением ширины к длине 2:3, воспроизводящее композицию герба Старонижестеблиевского сельского поселения Красноармейского района в зелёном, белом, малиновом и жёлтом цветах».
Геральдическое описание герба гласит: «В зелёном с серебряной главой обременённой тремя пурпурными цветками лотоса — вырастающие вместе золотой пшеничный колос и две серебряные расходящиеся в стороны метёлки риса, между золотыми, в таковых же ножнах, казачьими саблей и шашкой положенными рукоятями вверх и лезвием вовнутрь».

## Обоснование символики
Флаг языком символов и аллегорий отражает исторические, культурные и экономические особенности сельского поселения.
Старонижестеблиевское сельское поселение включает в свой состав пять населённых пунктов — станицу Старонижестеблиевскую и четыре хутора.
Административный центр поселения станица Старонижестеболиевская основана в 1794 году казаками Нижестеблиевского куреня, одного из 38 запорожских куреней переселённых на Кубань в составе Черноморского казачьего войска в 1792—1793 годах.
Изображение белой полосы аллегорически указывает на главную водную артерию поселения — Ангелинский ерик.
Белый цвет (серебро) — символ чистоты, простоты, ясности, мудрости и мира.
Сабля и шашка — символы казачества прибывшего на Кубань и начавшего осваивать для себя новые земли. Сабля и шашка — символы доблести, казачьей удали и вольности. Изображение сабли и шашки также аллегорически указывает на преемственность кубанских и запорожских казаков.
Изображение метёлок риса и пшеничных колосков указывает на то, что выращивание именно этих сельхозкультур является доминирующим на землях поселения и составляет основу экономики Старонижестеблиевского сельского поселения.
Зелёный цвет символизирует жизнь, надежду, здоровье, сельское хозяйство, красоту окружающей природы. Зелёный цвет это цвет живого дерева, его побега — стебля (косвенно-аллегорическое указание на наименование поселения).
Жёлтый цвет (золото) — символ достатка, стабильности и уважения, процветания и прочности.
Изображение цветков лотоса указывает на краевую достопримечательность — долину лотосов, расположенную на территории поселения.
Малиновый цвет (пурпур) символизирует цветущую землю, верность, скромность, набожность и является определяющим цветом запорожских (черноморских) казаков.